# 九马画山

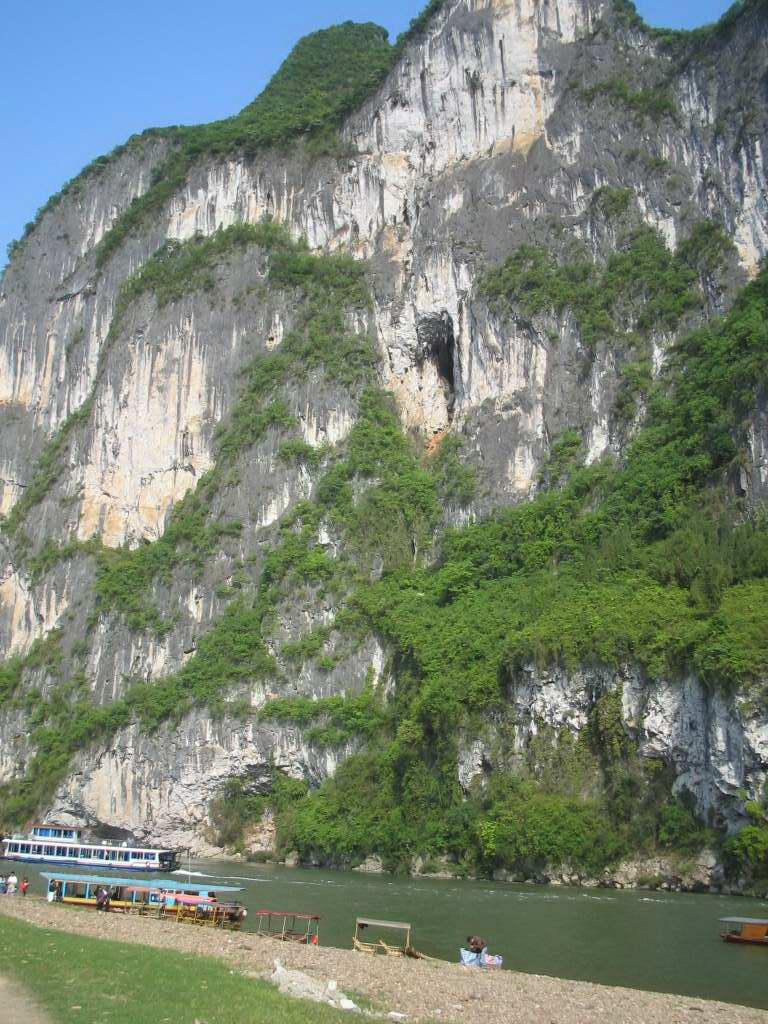
九马画山

九马画山是桂林阳朔著名景点，位于漓江畔东岸杨堤镇隔岸，画山村附近。距桂林约60公里。

## 描述
九马画山实际上是临江的一段峭壁，在江的另一侧，可以看到像屏风一样的石壁上草木奇石交错，青绿黄白，众彩纷呈，有如山壁上画有九匹马的神骏图，因此称为九马画山。

## 诗作
清代诗人徐沄曾在此景前赋诗：“自古山如画，而今画似山。马图呈九首，奇物在人间”。

## 交通
这里是十里漓江江边漫步的上游，可坐竹排或步行十公里到下游是兴坪镇，两端都有公共汽车连接阳朔市区。右图下端是杨堤码头有小船坐到对岸然后步行往兴坪码头，附近杨堤镇有很多农家饭店。

## 相关
- 桂林山水
- 竹江码头